# Cohors VIII Gallorum
Die Cohors VIII Gallorum (deutsch 8. Kohorte der Gallier) war eine römische Auxiliareinheit. Sie ist durch Militärdiplome belegt.

## Namensbestandteile
- Gallorum: der Gallier. Die Soldaten der Kohorte wurden bei Aufstellung der Einheit aus den verschiedenen Stämmen der Gallier auf dem Gebiet der römischen Provinz Gallia Lugdunensis rekrutiert.

Da es keine Hinweise auf die Namenszusätze milliaria (1000 Mann) und equitata (teilberitten) gibt, ist davon auszugehen, dass es sich um eine reine Infanterie-Kohorte, eine Cohors (quingenaria) peditata, handelt. Die Sollstärke der Einheit lag bei 480 Mann, bestehend aus 6 Centurien mit jeweils 80 Mann.

## Geschichte
Die Kohorte war in der Provinz Moesia stationiert. Sie ist auf Militärdiplomen für die Jahre 75 bis 78 n. Chr. aufgeführt.
Der erste Nachweis der Einheit in Moesia beruht auf einem Diplom, das auf das Jahr 75 datiert ist. In dem Diplom wird die Kohorte als Teil der Truppen (siehe Römische Streitkräfte in Moesia) aufgeführt, die in der Provinz stationiert waren. Weitere Diplome, die auf 78 datiert sind, belegen die Einheit in derselben Provinz.
Da es keine Belege für ihre Existenz nach diesem Zeitpunkt gibt, wurde die Kohorte möglicherweise aufgrund von Verlusten im Dakerkrieg Domitians aufgelöst.

## Standorte
Standorte der Kohorte sind nicht bekannt.

## Angehörige der Kohorte
Folgende Angehörige der Kohorte sind bekannt.

### Kommandeure
- Ti(berius) Claudius []: er wird auf einem der Diplome von 78 (AE 2008, 1728) als Kommandeur der Kohorte genannt.

### Sonstige
- Secundus, ein Fußsoldat: eines der Diplome von 78 (AE 2008, 1728) wurde für ihn ausgestellt.